# Albert de Rohan
Albert de Rohan, né le 9 mai 1936 à Melk en Autriche et mort le 4 juin 2019 à Vienne, est un diplomate autrichien. 

## Biographie

### Famille
Issu de la maison de Rohan, Albert de Rohan est le fils de Charles Antoine de Rohan-Rochefort et de Marie Apponyi, ; le petit-fils du prince Alain de Rohan-Rochefort et de la princesse Jeanne d'Auersperg. 
Albert de Rohan épouse en 1985 Elisabeth Burghardt, fille d'Anton Burghardt (1910-1980), professeur de sociologie à Vienne, auteur d'ouvrages sur la sociologie, et d'Elisabeth Steurer. Elle décède en 1994.

Il se remarie en 1997 avec Monika von Zallinger zum Thurn, fille de Meinhard von Zallinger (1897-1990), célèbre chef d'orchestre de Vienne, spécialiste des œuvres de Mozart . Il est sans postérité.
À la mort de son frère aîné, Charles Alain de Rohan, en 2008, il devient le chef de sa maison et le successeur des titres de duc de Montbazon, de duc de Bouillon et de prince de Guéméné.

### Carrière diplomatique
Albert de Rohan suit des études de Droit en Autriche et est diplômé d'un doctorat en Droit en 1960.
De 1961 à 1962, il suit l'enseignement du Collège d'Europe à Bruges en Belgique.
Diplomate, il exerce, à partir de 1963, plusieurs fonctions et remplit plusieurs missions successives pour le compte de l'Etat autrichien ou de l'ONU.
Il commence sa carrière au Département des Affaires économiques multilatérales du Ministère autrichien des Affaires étrangères.
De 1966 à 1968, il est en poste à l'Ambassade d'Autriche à Belgrade, puis à Londres, de 1969 à 1975.
De 1977 à 1981, il dirige le cabinet du secrétaire général des Nations unies.
De 1985 à 1989, il est Ambassadeur d'Autriche en Argentine, Uruguay et Paraguay. 
Il est directeur général du ministère autrichien des Affaires étrangères de 1996 à 2001.   
Au début des années 2000, il est conférencier et commentateur politique dans la presse autrichienne . 
En 2005, il est nommé par le Conseil de sécurité des Nations unies adjoint de Martti Ahtisaari (ancien président de la Finlande), envoyé spécial chargé de diriger le processus sur le statut futur du Kosovo. Il s'efforce alors de rapprocher le Kosovo de l'Union Européenne, afin d'intégrer dans celle-ci la totalité des Balkans. 
Albert de Rohan fut président de l'Austrian-American Society et l'un des membres fondateurs du Conseil européen des relations internationales . 
Francophile et attaché au pays d'origine de sa famille, la France, Albert de Rohan a été décoré par celle-ci de la croix de commandeur dans l'Ordre national du Mérite . 
Il a pour successeur comme chef de la Maison de Rohan, un cousin, le prince Charles Raoul de Rohan, né en 1954, issu d'une branche de la famille établie sur la côte Est des États-Unis dans la seconde moitié du XXe siècle. 

## Publication
- (en) Diplomat on the Fringes of World Politics, paru en 2002 à Vienne (Autriche) aux éditions Molden (titre en allemand : Diplomat am Rande der Weltpolitik. Begegnungen Beobachtungen Erkenntnisse)